# Literaturpreis der Europäischen Union
Der Literaturpreis der Europäischen Union ist ein von der EU im Jahr 2009 gestifteter Preis. Die mit 5000 Euro dotierte Auszeichnung hat das Ziel, noch unbekannte Schriftsteller europaweit bekannt zu machen.

## Teilnehmerstaaten
- Alle 28 EU-Staaten
- Die EWR-Staaten Island, Liechtenstein und Norwegen
- Die EU-Beitrittskandidaten Türkei, Nordmazedonien, Serbien, Bosnien und Herzegowina und Montenegro
- Die Staaten von der Europäischen Nachbarschaftspolitik: Armenien, Georgien, Moldau, Tunesien and Ukraine

## Reglement
Bis 2021 wurde jedes Jahr jeweils rund ein Dutzend Preisträger ausgezeichnet. Der Autor muss Bürger des Landes sein, das ihn für den Preis vorschlägt. Er muss zwei bis fünf Bücher publiziert haben. Die Veröffentlichung des ausgezeichneten Buches darf nicht länger als fünf Jahre zurückliegen. Die Auswahl der nominierungsberechtigten Länder wechselt, damit jedes Land in einem dreijährigen Turnus mit einem Preis berücksichtigt werden kann.
Mit der Ausgabe 2022 wurde eine Neuerung eingeführt: Eine Jury wählt aus den Nominierten einen Gesamtsieger und zusätzlich werden fünf besondere Erwähnungen zuerkannt.

## Preisträger

### 2009
Die erste Verleihung des Literaturpreises der Europäischen Union fand am 28. September 2009 im Beisein von Kommissionspräsident José Manuel Barroso und Kultur- und Bildungskommissar Ján Figeľ in Brüssel statt.
- Frankreich: Emmanuelle Pagano: Der Tag war blau (Les Adolescents troglodytes) (2007)
- Kroatien: Mila Pavićević: (Djevojčica od leda i druge bajke) (2006)
- Irland: Karen Gillece: (Longshore Drift) (2006)
- Italien: Daniele Del Giudice: (Orizzonte mobile) (2009)
- Litauen: Laura Sintija Černiauskaitė: (Kvėpavimas į marmurą) (2006)
- Norwegen: Carl Frode Tiller: (Innsirkling) (2007)
- Österreich: Paulus Hochgatterer: (Die Süße des Lebens) (2006)
- Polen: Jacek Dukaj: (LÓD) (2007)
- Portugal: Dulce Maria Cardoso: (Os Meus Sentimentos) (2005)
- Schweden: Helena Henschen: (I skuggan av ett brott) (2004)
- Slowakei: Pavol Rankov: (Stalo sa prvého septembra) (2008)
- Ungarn: Noémi Szécsi: (Kommunista Monte Cristo) (2006)

### 2010
- Belgien: Peter Terrin: (De Bewaker) (2009)
- Dänemark: Adda Djørup: (Den mindste modstand) (2009)
- Deutschland: Iris Hanika: (Das Eigentliche) (2010)
- Estland: Tiit Aleksejev: (Palveränd) (2008)
- Finnland: Riku Korhonen: (Lääkäriromaani) (2008)
- Luxemburg: Jean Back: (Amateur) (2009)
- Nordmazedonien: Goce Smilevski: (Сестрата на Зигмунд Фројд) (2007)
- Rumänien: Răzvan Rădulescu: (Teodosie cel Mic) (2006)
- Slowenien: Nataša Kramberger: (Nebesa v Robidah) (2007)
- Spanien: Raquel Martínez-Gómez: (Sombros de unicornio) (2007)
- Zypern: Myrto Azina Chronides: (To Peirama) (2009)

### 2011
- Bulgarien: Kalin Terziyski: Има ли кой да ви обича, Издателство
- Tschechien: Tomáš Zmeškal: Milostný dopis klínovým písmem
- Griechenland: Kostas Hatziantoniou: Agrigento
- Island: Ófeigur Sigurðsson: Skáldsaga um Jón
- Lettland: Inga Žolude: Mierinājums Ādama kokam
- Liechtenstein: Iren Nigg: Man wortet sich die Orte selbst
- Malta: Immanuel Mifsud: Fl-Isem tal-Missier (tal-iben)
- Montenegro: Andrej Nikolaidis: Sin
- Niederlande: Rodaan al-Galidi: De autist en de postduif
- Serbien: Jelena Lengold: Vašarski Mađioničar
- Türkei: Ciler Ilhan: Sürgün
- Vereinigtes Königreich: Adam Foulds: The Quickening Maze

### 2012
- Österreich: Anna Kim: Die gefrorene Zeit
- Kroatien: Lada Žigo: Rulet
- Frankreich: Laurence Plazenet: L’amour seul
- Ungarn: Viktor Horváth: Török tükör
- Irland: Kevin Barry: City of Bohane
- Italien: Emanuele Trevi: Qualcosa di scritto
- Litauen: Giedra Radvilaviciute: Šiąnakt aš miegosiu prie sienos
- Norwegen: Gunstein Bakke: Maud og Aud – ein roman om trafikk
- Polen: Piotr Paziński: Pensjonat
- Portugal: Afonso Cruz: A Boneca de Kokoschka
- Slowakei: Jana Beňová: Café Hyena (Plán odprevádzania)
- Schweden: Sara Mannheimer: Handlingen

### 2013
- Belgien: Isabelle Wéry: Marilyn Désossée (Marylin Deboned)
- Bosnien und Herzegowina: Faruk Šehić: Knjiga o Uni (The Book of Una)
- Zypern: Emilios Solomou: Hμερολóγιο μιας απιστίας (The diary of an infidelity)
- Dänemark: Kristian Bang Foss: Døden kører audi (Death drives an Audi)
- Estland: Meelis Friedenthal: Mesilased (The Bees)
- Nordmazedonien: Lidija Dimkovska: РЕЗЕРВЕН ЖИВОТ (Backup Life)
- Finnland: Katri Lipson: Jäätelökauppias (The Ice-Cream Man)
- Deutschland: Marica Bodrožić: Kirschholz und alte Gefühle
- Luxemburg: Tullio Forgiarini: Amok. Eng Lëtzebuerger Liebeschronik
- Rumänien: Ioana Pârvulescu: Viața începe vineri (Life begins on Friday)
- Slowenien: Gabriela Babnik: Sušna doba (Dry Season)
- Spanien: Cristian Crusat: Breve teoría del viaje y el desierto (Brief theory of travel and the desert)

### 2014
- Albanien: Ben Blushi: Otello, Arapi i Vlores (Othello, Arap of Vlora)
- Bulgarien: Milen Ruskow: Възвишение (Summit)
- Tschechien: Jan Němec: Dějiny světla (A History of Light)
- Griechenland: Makis Tsitas: Μάρτυς μου ο Θός (God is my Witness)
- Island: Oddný Eir: Jarðnæði (Land of Love, Plan of Ruins)
- Lettland: Jānis Joņevs: Jelgava 94 (Doom 94)
- Liechtenstein: Armin Öhri: Die dunkle Muse (The Dark Muse)
- Malta: Pierre J. Mejlak: Dak li I-Lejl Iħallik Tgħid (What the Night Lets You Say)
- Montenegro: Ognjen Spahić: Puna glava radosti (Head Full of Joy)
- Niederlande: Marente de Moor: De Nederlandse maagd (The Dutch Maiden)
- Serbien: Uglješa Šajtinac: Sasvim skromni darovi (Quite Modest Gifts)
- Türkei: Birgül Oğuz: Hah (Aha)
- Vereinigtes Königreich: Evie Wyld: All the Birds, Singing

### 2015
- Österreich: Carolina Schutti: Einmal muss ich über weiches Gras gelaufen sein (2012; Once I must have trodden soft grass)
- Kroatien: Luka Bekavac: Viljevo (2013)
- Frankreich: Gaëlle Josse: Le dernier gardien d’Ellis Island (2014; The Last Guardian of Ellis Island)
- Ungarn: Edina Szvoren: Nincs, és ne is legyen (2012; There Is None, Nor Let There Be)
- Irland: Donal Ryan: The Spinning Heart (2013; Le Cœur Qui Tourne)
- Italien: Lorenzo Amurri: Apnea (2013)
- Litauen: Undinė Radzevičiūtė: Žuvys ir drakonai (2013; Fishes and Dragons)
- Norwegen: Ida Hegazi Høyer: Unnskyld (2014; Forgive Me)
- Polen: Magdalena Parys: Magik (2014; Magician)
- Portugal: David Machado: Índice Médio de Felicidade (2013; Average Happiness Index)
- Slowakei: Svetlana Žuchová: Obrazy zo života M . (2013; Scenes from the Life of M.)
- Schweden: Sara Stridsberg: Beckomberga – Ode till min familj (2014; The Gravity of Love)

### 2016
- Belgien: Christophe Van Gerrewey: Op de hoogte (2012; Up to Date)
- Bosnien und Herzegowina: Tanja Stupar Trifunović: Satovi u majčinoj sobi (2016; Clocks in my Mother’s Room)
- Zypern: Antonis Georgiou: Ένα αλπούμ ιστορίες (2014; An Album of Stories)
- Dänemark: Bjørn Rasmussen: Huden er det elastiske hylster der omgiver hele legemet (2011; The Skin Is the Elastic Covering that Encases the Entire Body)
- Estland: Paavo Matsin: Gogoli disko (2015; The Gogol Disco)
- Finnland: Selja Ahava: Taivaalta tippuvat asiat (2015; Choses qui tombent du ciel / Things that Fall from the Sky)
- Nordmazedonien: Nenad Joldeski: Секој со своето езеро (2012; Each with their own Lake)
- Deutschland: Benedict Wells: Vom Ende der Einsamkeit (2016; On the End of Loneliness)
- Luxemburg: Gast Groeber: All Dag verstoppt en aneren (2013; Chaque jour est un nouveau jour / One Day Hides Another)
- Rumänien: Claudiu M. Florian: Vârstele jocului. Strada Cetății. (2012; The Ages of the Game – Citadel Street)
- Slowenien: Jasmin B. Frelih: Na/pol (2013; In/Half)
- Spanien: Jesús Carrasco: La tierra que pisamos (2016; The Earth We Tread)

### 2017
- Albanien: Rudi Erebara: Epika e yjeve të mëngjesit (2016; The Epic of the Morning Stars)
- Bulgarien: Ina Wultschanowa: Остров Крах (2016; The Crack-Up Island)
- Tschechien: Bianca Bellová: Jezero (2016; The Lake)
- Griechenland: Kallia Papadaki: Δενδρίτες (2015; Dendrites)
- Island: Halldóra K. Thoroddsen: Tvöfalt gler (2016; Double Glazing)
- Lettland: Osvalds Zebris: Gaiļu kalna ēnā (2014; In the Shadow of Rooster Hill)
- Malta: Walid Nabhan: L-Eżodu taċ-Ċikonji (2013; Exodus of Storks)
- Montenegro: Aleksandar Bečanović: Arcueil (2015)
- Niederlande: Jamal Ouariachi: Een Honger (2015; A Hunger)
- Serbien: Darko Tuševljaković: Jaz (2016; The Chasm)
- Türkei: Sine Ergün: Baştankara (2016; Chickadee)
- Vereinigtes Königreich: Sunjeev Sahota: The Year of the Runaways (2015; L’année de tous les départs)

### 2018
Zum 10-jährigen Jubiläum des Preises fand unter dem Motto A European Story: EUPL Winners Write Europe ein „Schreibwettbewerb“ statt, an dem sich 36 frühere EUPL-Gewinner aus 26 Ländern mit Kurzgeschichten beteiligten.

### 2019
- Finnland: Piia Leino: Taivas (2018; Heaven)
- Frankreich: Sophie Daull: Au Grand Lavoir
- Georgien: Beqa Adamashvili
- Griechenland: Nikos Chryssos
- Irland: Jan Carson: The Fire Starters (2019)
- Italien: Giovanni Dozzini: E Baboucar guidava la fila
- Litauen: Daina Opolskaitė: Dienų piramidės
- Österreich: Laura Freudenthaler: Geistergeschichte[4] (2019)
  - Shortlist:[5]
    - Verena Mermer: Autobus Ultima Speranza
    - Wolfgang Popp: Die Ahnungslosen
    - Hanna Sukare: Schwedenreiter
    - Günter Wels: Edelweiß
- Polen: Marta Dzido: Frajda
- Rumänien: Tatiana Țîbuleac: Grădina de sticlă
- Slowakei: Ivana Dobrakovová: Matky a kamionisti
- Ukraine: Halyna Schyjan: Behind the Back
- Ungarn: Réka Mán-Várhegyi: Mágneshegy
- Vereinigtes Königreich: Melissa Harrison: All Among The Barley (2018)

### 2020
- Belgien: Nathalie Skowronek, La carte des regrets (The map of regrets)
- Bosnien und Herzegowina: Lana Bastašić, Uhvati zeca (Catch the rabbit)
- Kroatien: Maša Kolanović, Poštovani kukci i druge jezive priče (Dear insects and other scary stories)
- Zypern: Σταύρος Χριστοδούλου (Stavros Christodoulou), Τη μέρα που πάγωσε ο ποταμός (The day the river froze)
- Dänemark: Asta Olivia Nordenhof, Penge på lommen (Money in your pocket)
- Estland: Mudlum (Made Luiga), Poola poisid (Polish boys)
- Deutschland: Matthias Nawrat, Der traurige Gast (The Sad Guest)
- Kosovo: Shpëtim Selmani, Libërthi i dashurisë (The Booklet of Love)
- Luxemburg: Francis Kirps, Die Mutationen (The Mutations)
- Montenegro: Stefan Bošković, Ministar (Minister)
- Nordmazedonien: Петар Андоновски (Petar Andonovski), Страв од варвари (Fear of barbarians)
- Norwegen: Maria Navarro Skaranger, Bok om sorg (Book of grief)
- Spanien: Irene Solà, Canto jo i la muntanya balla (I sing and the mountain dances)

### 2021
Die Gewinner sind:
- Armenien: Արամ Պաչյան (Aram Pachyan)
- Bulgarien: Георги Бърдаров (Georgi Bardarov), Absolvo te (Absolvo te)
- Tschechien: Lucie Faulerová, Smrtholka (Deathmaiden)
- Island: Sigrún Pálsdóttir, Delluferðin (Runaround)
- Lettland: Laura Vinogradova, Upe (The River)
- Malta: Lara Calleja, Kissirtu kullimkien (You've Destroyed Everything)
- Niederlande: Gerda Blees, Wij zijn licht (We are light)
- Portugal: Frederico Pedreira, A Lição do Sonâmbulo (The Sleepwalker's Lesson)
- Serbien: Dejan Tiago Stanković, Zamalek (Zamalek)
- Slowenien: Anja Mugerli, Čebelja družina (Bee Family)
- Schweden: Maxim Grigoriev, Europa (Europe)
- Tunesien: أمين الغزي (Amine Al Ghozzi), زندالي ليلة 14 جانفي 2011 (Zindali, the night of 14 january 2011)

### 2022
Mit der Ausgabe 2022 wurde eine Neuerung eingeführt: Eine Jury wählte aus den Nominierten einen Gesamtsieger und zusätzlich wurden fünf besondere Erwähnungen zuerkannt. Der Gewinner wurde im April 2022 auf der Pariser Buchmesse bekanntgegeben.
Gewinner:
- Georgien: ივა ფეზუაშვილი (Iva Pezuashvili), ბუნკერი (Ein Müllschlucker)

Besondere Erwähnungen:
- Belgien: Gaea Schoeters, Trofee (Trophäe)
- Bosnien und Herzegowina: Slađana Nina Perković, U Jarku (Im Graben)
- Irland: Tadhg Mac Dhonnagain, Madame Lazare
- Spanien: Jacobo Bergareche, Los días perfectos (Perfekte Tage)
- Ukraine: Євгенія Кузнєцова (Eugenia Kuznetsova), Спитайте Мієчку (Ask Miyechka)

Weitere Nominierungen:
- Griechenland: Τάκης Καμπύλης (Takis Kampylis), Γενικά Συμπτώματα (Allgemeine Symptome)
- Italien: Daniele Mencarelli, Semper tornare (Immer wieder)
- Litauen: Tomas Vaiseta, Ch., Verlag: Baltos lankos
- Nordmazedonien: Владимир Јанковски (Vladimir Jankovski), Скриени желби, немирни патувања (Hidden Desires, Restless Travels)
- Norwegen: Kjersti Anfinnsen, Øyeblikk for evigheten (Momente für die Ewigkeit)
- Österreich: Peter Karoshi, Zu den Elefanten
- Rumänien: Raluca Nagy, Teo de la 16 la 18 (Cléo von 5 bis 7)
- Slowakei: Richard Pupala, Ženy aj muži, zvieratá (Frauen und Männer, Tiere)

## Übersetzungen
Die Europäische Union fördert die transnationale Verbreitung von Literatur und ihre Vielfalt in Europa und darüber hinaus. Die folgende Liste zeigt einige Übersetzungen der Preisträger in deutscher Sprache:
- Finnland: Selja Ahava: Dinge, die vom Himmel fallen, mare Verlag, 2017
- Kosovo: Shpëtim Selmani, Notizbuch der Liebe, parasitenpresse 2021
- Norwegen: Gunstein Bakke: Maud und Aud: Ein Roman über Verkehr, Brotsuppe, 2019
- Irland: Kevin Barry: Dunkle Stadt Bohane, Tropen, 2015
- Dänemark: Kristian Bang Foss: Der Tod fährt Audi, carl's books, 2014
- Bosnien und Herzegowina: Lana Bastašić, Fang den Hasen: Roman, Fischer, 2021
- Tschechien: Bianca Bellová: Am See, Kein & Aber, 2018
- Slowakei: Jana Beňová: Café Hyena, Residenz, 2017
- Nordmazedonien: Lidija Dimkovska: Reserveleben, Litterae Slovenicae, 2021
- Tschechien: Jan Němec: Die Geschichte des Lichts, 2019
- Montenegro: Andrej Nikolaidis: Der Sohn, Voland & Quist, 2015
- Litauen: Undinė Radzevičiūtė: Fische und Drachen, Residenz Verlag, 2017
- Polen: Piotr Paziński: Die Pension, Edition fotoTAPETA, 2015
- Slowakei: Pavol Rankov: Es geschah am ersten September (oder ein andermal), Wieser Verlag, 2015
- Spanien: Irene Solà, Singe ich, tanzen die Berge, Trabanten Verlag, 2022
- Nordmazedonien: Goce Smilevski: Freuds Schwester, Matthes & Seitz Berlin, 2013
- Belgien: Peter Terrin: Der Wachmann, Verlagsbuchhandlung Liebeskind, 2018
- Slowakei: Svetlana Žuchová: Bilder aus dem Leben von M., Drava Verlag, 2017
- Tschechien: Lucie Faulerová: Staubfänger, 2020
- Lettland: Jānis Joņevs: Jelgava 94, parasitenpresse 2022